# Juegos Florales Nacionales de Santa Rosa de Copán (Honduras)
Los Juegos Florales Nacionales de Santa Rosa de Copán son un certamen literario anual de poesía y cuento (ensayo) inéditos, organizado por la Comisión Permanente de Juegos Florales y la Municipalidad de Santa Rosa de Copán, república de Honduras.  La premiación se realiza cada mes de abril en el Salón de actos del Teatro de la Casa de la Cultura, Salón de actos del Palacio Municipal o en el Casino Copaneco de la ciudad.

## Historia
Los "Juegos Florales de Santa Rosa de Copán" fueron ideados en 1985, por iniciativa del señor contador Ricardo Orellana y el poeta César Augusto Coto Umaña “Tito Coto”, originario de Ocotepeque y con domicilio en la república de Guatemala; todo con el fin de que la ciudad tenga un referente de escritura, a todo la idea fue aceptada por el alcalde municipal, señor Daniel Cáceres Pineda. Desde su aparición en 1985 hasta 1988 el certamen fue únicamente en la rama de poesía y a partir de 1989 se incorporó la rama de cuento inédito. 
En 1986 fue creado el Festival de Juegos Florales Nacionales por iniciativa del profesor Luis Alberto Castellanos, el Contador Ricardo Orellana y el licenciado Guillermo Cáceres Pineda, la finalidad era que los participantes presentaran sus trabajos inéditos los que serían revisados por un jurado popular y al ganador se le reconocería una medalla, un premio económico y la publicación de su obra. Por ese entonces el alcalde municipal Licenciado Octavio Bueso Pineda, se vio interesado en compartir junto a la Comisión Permanente de los Juegos Florales, por lo que dicho evento ahora es convocado dentro de la Municipalidad de Santa Rosa de Copán, a la cual son dirigidos los trabajos antes del mes de julio al Apartado Postal No. 208, en el certamen literario ya han participado escritores, poetas y cuentistas hispanoamericanos, por lo que se ha convertido en internacional. Desde su creación en 1985 los certámenes han sido convocados anualmente, en los años de 2000 y 2014 no se realizaron y para la edición de 2015, los Juegos Florales serán bienales y en esta primera edición, en honor del poeta Óscar Acosta.

## Comisión permanente
Miembros permanentes de la Comisión de los Juegos Florales nacionales:
- Presidente: Germán Barcenas Gehlaar
- Secretario: Nazario López García
- Tesorero: Fausto Orellana
- Vocal: Ángel Alberto Arita
- Vocal: Luis Rodolfo López
- Colaboradora: Hilda Reina Larios
- Colaborador: Alfonzo Carranza
- Presidente honorario: Manuel Bueso Fiallos.

## Premiación
Se otorgan tres premios para la rama de Poesía y Cuento. 
- Primer premio: Medalla de oro, Placa de reconocimiento y 15,000 Lempiras (600$ estadounidenses).
- Segundo premio: Medalla de plata, Placa de reconocimiento y 10,000 Lempiras (400$ estadounidenses).
- Tercer premio: Medalla de bronce, Placa de reconocimiento y 5,000 Lempiras (200$ estadounidenses).[4]

## Cuadro de premiados
- Aída Castañeda Sarmiento, (Poesía)
- Francisco López Reyes, (Poesía)
- Patricia Toledo Bautista, (cuento, 1999)
- Linda María Concepción Cortés, (cuento, 2004)
- Jessica Isla, (poesía, 2004)
- Aída Castañeda, (cuento, 2005)
- José Raúl López, (cuento,2006)
- Heber Sorto, (cuento, 2007)
- Marco Antonio Villatoro, (cuento, 2008)
- Patricia Toledo Bautista, (cuento, 2009)
- Juan Eliazar Rivera Portillo, (poesía, 2009)
- Jorge Medina García, (cuento, 2010)
- Kalton Harold Bruhl, (cuento, 2011)
- Marco Irías, (cuento, 2012)
- Kalki Leonardo Martínez Erazo (cuento, 2013)
- Francis Wilson Valenzuela, (2013)
- Cristian Rodríguez Múñoz, (Poesía, 2014-15)
- Giuseppe Antonio Vigil Scalisi (Cuento, 2014-15)[5]
- Julio César Torres Antúnez, (Cuento 2016)
- Martín Javier Cálix Castillo, (Poesía, 2016)[6]
- Kalki Leonardo Martínez Erazo (Cuento, 2017)
- George Millar Ordóñez (Poesía, 2017)
- Giuseppe Antonio Vigil Scalici (Cuento, 2018)
- Julio César Torres Antúnez (Poesía, 2018)

## Dirección Postal
- JUEGOS FLORALES DE SANTA ROSA DE COPÁN, Apartado Postal 208, Santa Rosa de Copán, Honduras.